# Єсипенко Павло Євменович
Павло Євменович Єсипенко (29 червня 1919, смт Баштанка, тепер Миколаївська область — 14 квітня 2013, Київ) — державний діяч УРСР. Заступник голови Ради Міністрів УРСР (1975—1987 рр.). Заслужений будівельник України. Академік, член президії Академії будівництва України, доктор будівництва (2003р.). Генерал армії козацтва. Лауреат Державної премії України в галузі науки і техніки (1983 р.), лауреат премії імені академіка Буднікова. Член ЦК КПУ в 1976—1990 р. Депутат Верховної Ради УРСР 9—11-го скликань.

## Життєпис
Народився 29 червня 1919 року в селищі Баштанка Миколаївської області у родині селянина-бідняка. 
У 1938 році закінчив Миколаївський будівельний технікум.
У 1938—1939 роках — інженер Миколаївського обласного дорожнього відділу з обліку доріг і штучних споруд.
У жовтні 1939 — 1946 року — в Червоній армії. Учасник Другої світової війни. Служив начальником зв'язку прожекторного батальйону 415-го зенітно-артилерійського полку протиповітряної оборони.
З 1946 року — виконроб, старший виконроб тресту «Південавтобуд», начальник будівельної дільниці тресту № 17 у місті Дніпропетровську.
Член ВКП(б) з 1949 року.
У 1958 році закінчив Дніпропетровський інженерно-будівельний інститут.
У 1958—1962 роках — головний інженер, з 1962 року — керуючий будівельно-монтажного тресту № 17 у місті Дніпропетровську.
У 1963 — листопаді 1965 року — заступник начальника Головного управління по будівництву Придніпровського раднаргоспу (Головпридніпровбуду).
У листопаді 1965—1969 роках — заступник міністра сільського будівництва Української РСР, у 1969 — жовтні 1973 року — 1-й заступник міністра сільського будівництва Української РСР.
19 жовтня 1973 — 25 квітня 1975 року — міністр сільського будівництва Української РСР.
25 квітня 1975 — 18 вересня 1987 року — заступник голови Ради Міністрів Української РСР.
Обирався делегатом 15, 26, 27 з’їздів Комуністичної партії України та делегатом 27 з’їзду КПРС. 
У 1977 році був призначений Головою Олімпійського комітету УРСР. Під його керівництвом було побудовано та реконструйовано 46 стадіонів, капітально відремонтовано 6,5 тис. км туристичних шляхів України.
Дійсний член та член президії (1994), доктор будівництва (2004) Академії будівництва України. Проживав у Києві.
Під його керівництвом побудовано тисячі об'єктів промислового та соціального призначення: десятки киснево-конвекторних станів, коксових батарей, вісім з яких потужністю 1 млн тонн коксу на рік. Щорічно вводились у дію 150-180 промислових особливо важливих об'єктів, понад 100 об’єктів оборонного призначення та  25,5 млн. кв. м житлової площі, близько 80 тис. місць у школах, 60-70 тис. місць у дитячих садках, близько 15 тис. місць на об'єктах профтехосвіти, значна кількість лікарень і поліклінік.

## Звання
- генерал армії козацтва

## Відзнаки
- Член президії Академії будівництва України
- Лауреат Державної премії Української РСР у галузі науки і техніки (1983).
- Лауреат премії Академії будівництва імені академіка Буднікова
- Нагороджений почесними грамотами Верховної Ради України (тричі), Кабінету Міністрів України (тричі), почесною грамотою Верховної Ради УРСР (28.06.1979).
- 17 орденами та 30 медалями, у т. ч., орденом Вітчизняної війни, 4 орденами Трудового Червоного прапора, орденом Дружби народів, двома орденами «Знак пошани», Відзнаками Президента України – орденами Богдана Хмельницького (2000) та «За заслуги» ІІІ ступеня (1999), двома орденами Рівноапостольного Князя Володимира ІІ ступеня, орденами  Преподобного Нестора Літописця І ступеня, Петра Сагайдачного, лицарським орденом Святого Дмитра Солунського 4 ступеня, золотою зіркою «Герой козацького народу», Відзнакою Міжнародного Союзу козацтва «За вірність козацьким традиціям», орденами «Віра, Честь, Слава» 1-3 ст.
- 30 медалей, з них «За бойові заслуги», «За перемогу над Німеччиною в Великій Вітчизняній війні 1941–1945 pp»
- Звання «Почесний громадянин Баштанського району» (рішення районної ради від 07 вересня 2010 року №17)